# Round-Up (jeu vidéo)
Pour les articles homonymes, voir Roundup (homonymie).
Round-Up est un jeu vidéo de labyrinthe créé par Centuri et sorti sur borne d'arcade en 1981. 
En 1982, ce jeu a été distribué par Taito, avec un nouveau titre, Fitter.